# Clinoatacamita
La clinoatacamita és un mineral de la classe dels halurs, que pertany al grup de l'atacamita. Rep el seu nom en al·lusió a la seva morfologia monoclínica i per la seva relació amb l'atacamita.

## Característiques
La clinoatacamita és un element químic de fórmula química Cu₂(OH)₃Cl. Cristal·litza en el sistema monoclínic. La seva duresa a l'escala de Mohs és 3. Es confon fàcilment amb la paratacamita, amb la qual es troba estretament relacionada.
Segons la classificació de Nickel-Strunz, la clinoatacamita pertany a «03.DA: Oxihalurs, hidroxihalurs i halurs amb doble enllaç, amb Cu, etc., sense Pb» juntament amb els següents minerals: atacamita, melanotal·lita, botallackita, hibbingita, kempita, paratacamita, belloïta, herbertsmithita, kapellasita, gillardita, haydeeïta, anatacamita, claringbul·lita, barlowita, simonkol·leïta, buttgenbachita, connel·lita, abhurita, ponomarevita, anthonyita, calumetita, khaidarkanita, bobkingita, avdoninita i droninoïta.
L'anatacamita és un sinònim de clinoatacamita. Originalment es pensava que era un polimorf separat i triclínic de l'atacamita, la clinoatacamita i la paratacamita, sent visualment indistinguible dels dos últims. Va ser desacreditada per l'Associació Mineralògica Internacional 5 anys després de la seva publicació, en ser considerada una clinoatacamita maclada.

## Formació i jaciments
Va ser descoberta a Chuquicamata, al districte homònim situat a Calama, a la província d'El Loa (Regió d'Antofagasta, Xile). Als territoris de parla catalana ha estat descrita a les mines La Amorosa i Cueva de la Guerra Antigua, totes dues a Vilafermosa, a la província de Castelló.